# Politique en Malaisie
La Malaisie est une monarchie fédérale parlementaire multipartite, où le Premier ministre est le chef du gouvernement. Le pouvoir exécutif est détenu par le gouvernement tandis que le pouvoir législatif est partagé entre le gouvernement et le parlement.

## Pouvoir exécutif
| Fonction               | Nom                               | Parti    | Depuis          |
| ---------------------- | --------------------------------- | -------- | --------------- |
| Roi                    | Ibrahim Ismail                    |          | 31 janvier 2024 |
| Premier ministre       | Anwar Ibrahim                     | Keadilan | 21 août 2021    |
| Vice-Premier ministres | Ahmad Zahid Hamidi Fadillah Yusof | PH PBB   | 3 décembre 2022 |

Le roi est élu pour cinq ans (plus s'il le souhaite, mais cette durée de 5 ans est une tradition, qui fait droit) parmi les sultans locaux des neuf États de Malaisie. Il dispose de pouvoirs importants et peut notamment décréter l'état d'urgence[réf. nécessaire].
Le roi désigne le Premier ministre parmi les membres de la Chambre des représentants, généralement le leader du parti majoritaire. Le Premier ministre choisit les membres du gouvernement parmi les parlementaires.

## Pouvoir législatif
Le parlement est constitué de deux chambres : la Chambre des représentants et le Sénat.
La Chambre des représentants compte 219 membres élus pour cinq ans au suffrage universel dans des circonscriptions à siège unique. Le Sénat compte 70 membres siégeant pour trois ans, dont 26 élus par les États et 44 nommés par le roi.
Le roi peut dissoudre le parlement en tout temps. Des élections législatives doivent alors être organisées dans un délai de trois mois.

## Partis politiques et élections
L’Organisation nationale unifiée malaise est au pouvoir, en coalition avec d’autres partis, depuis l’indépendance du pays en 1957. Avec l’Association chinoise malaise et le Congrès indien malais, il s'agit d’une des trois forces principales du Barisan Nasional.

## Pouvoir judiciaire
Le système judiciaire malaisien est largement inspiré de la common law britannique. La Cour fédérale est la dernière instance de recours après la Cour d’appel. Elle est en outre compétente pour connaître des conflits en matière constitutionnelle ou entre États, et le gouvernement fédéral. La Malaisie péninsulaire et la Malaisie insulaire disposent chacune d’une Haute cour.

## Référence
- (en) Cet article est partiellement ou en totalité issu de l’article de Wikipédia en anglais intitulé « Politics of Malaysia » (voir la liste des auteurs).